# Joseph II de Moscou
Joseph II (né Voltchanski, mort en 1745) fut métropolite de Moscou du 12 septembre 1742 au 21 juin 1745.